# Agnieszka Muszyńska
Agnieszka Muszyńska, po mężu Milkowska (ur. 28 stycznia 1965) – polska lekkoatletka, płotkarka, specjalizująca się w biegu na 100 metrów przez płotki, medalistka mistrzostw Polski.

## Kariera sportowa
Była zawodniczką Skry Warszawa.
Na mistrzostwach Polski seniorek na otwartym stadionie wywalczyła jeden medal - brązowy w 1984. Na halowych mistrzostwach Polski seniorek zdobyła jeden medal, brązowy w biegu na 60 m ppł w 1989.
Rekord życiowy na 100 m ppł: 13,79 (15.08.1987).